# Saint-Martin-du-Mesnil-Oury
Saint-Martin-du-Mesnil-Oury és un antic municipi francès situat al departament de Calvados i a la regió de Normandia. L'any 2018 tenia 109 habitants. Des del 1r de gener de 2016 es va integrar en el municipi nou de Livarot-Pays-d'Auge com a municipi delegat. En reunir vint-i-dos antics municipis, aquest municipi nou és el més gros de tots els municipis nous de França.

## Demografia
El 2007 la població d era de 98 persones. Hi havia 40 famílies i 59 habitatges: 39 habitatges principals, 17 segones residències i 3 desocupats. Hi havia 57 cases i un apartament.

La població ha evolucionat segons el següent gràfic: 

## Economia
El 2007 la població en edat de treballar era de 58 persones, 44 eren actives i 14 eren inactive. Hi havia quatre empreses de serveis de proximitat i comerç. L'any 2000 hi havia 11 explotacions agrícoles.